# لات ۱۱، جزیره پرنس ادوارد
لات ۱۱، جزیره پرنس ادوارد (به انگلیسی: Lot 11, Prince Edward Island) یک منطقهٔ مسکونی در کانادا است که در پرنس واقع شده‌است.